# Tullstriden 1887
Tullstriderna i slutet av 1800-talet i Sverige var en av de första politiska händelserna där man kunde märka betydelsen av det framväxande partiväsendet. Tullstriderna pågick egentligen under en ganska lång tid, men det är framför allt årtalet 1887 som gått till historien på grund av händelserna som inträffade i samband med valet samma år.

## Bakgrund – liberal frihandelspolitik under 1850-talet
Vid 1800-talets mitt övergick Storbritannien till frihandel, och då dess näringsliv nu blomstrade upp ännu snabbare än förut, blev det ena landet efter det andra ivrigt att följa exemplet. Så även Sverige.
Till följd av framgångar i riksdagsvalen fick liberala åsikter en stark ställning i riksdagen från och med 1840–1841. Det inleddes en lång serie av sociala och ekonomiska reformer. På 1850-talet började därför en nedtrappning av tullarna på olika importvaror. Under samma period moderniserades också industrin, och tyngdpunkten i den svenska ekonomin började sakta förskjutas från jordbruk till industri.
I spetsen för förändringarna gick Johan August Gripenstedt, ofta under en våldsam kamp med tullvännerna. Hans framtidshopp var en allmän tullfrihet staterna emellan, och på riddarhuset beskrev han det fria handelsutbytet som "den stora flod, som tyst men säkert i sin famn för vårt släkte fram till allmän förbrödring".
År 1857 befriades Sverige, liksom övriga sjöfartsidkande stater, även från Öresundstullen, mot det att Danmark erhöll en större avlösningssumma.
Den ökade konkurrensen och industrialiseringen bidrog både till fallande priser och fler arbeten inom industrin. Det skapade grunden för den långa ekonomiska tillväxtperiod som Sverige genomgick under nästan 100 år. Men på ett område mötte frihandelspolitiken motstånd: jordbruket.

## Konservativa mot liberaler
Protektionisterna var de som ville införa tullar, och på den sidan befann sig de konservativa. I konservativ och merkantilistisk anda ansåg de att den svenska jorden och produkterna av det svenska arbetet måste bevaras inom landets gränser. Medlet för det var framför allt tullar, som skulle göra billigare utländska produkter dyrare och förmå fler att köpa svenska varor.
De konservativa menade att marknadsekonomi var ett allas krig mot alla. Frihet var enligt deras mening inte att slippa statligt tvång utan att staten skyddade medborgarna från utländska kapitalisters hänsynslösa konkurrens.
Med argument från Anders Chydenius skrift Den nationnale winsten och den kanske mer kända Nationernas välstånd av Adam Smith ställde sig liberalerna på frihandelns sida.
I stort sett hade frihandelsvännerna starkast stöd i städerna medan landsbygdsbefolkningen röstade för tullar. Det fanns dock undantag, och flera av det konservativa Lantmannapartiets ledande personer var frihandelsvänner. Partiet sprack när riksdagsmannen Liss Olof Larsson från Leksand ledde en stor grupp som bröt med hallandsbonden Carl Ifvarssons frihandelslinje.
Striderna i riksdagen pågick under många år.

## En fatal skatteskuld
På 1880-talet blev tullfrågan det avgörande skiljemärket mellan de politiska partierna. Hela svenska folket delade sig i två motsatta läger, frihandlare och protektionister.
Det hade nu visat sig att en näringspolitik som givit den mäktiga handelsstaten Storbritannien rikedomar, inte nödvändigtvis var lika hälsosam för andra länder. Den brittiska industrin var kapitalstark och välorganiserad. Därför kunde ingen konkurrent bli farlig för den. Och det var naturligtvis en fördel för de brittiska fabrikanterna att få in råvarorna tullfritt. När det gäller Storbritanniens jordbruk var detta så obetydligt att det kunde föda endast en ringa del av befolkningen. I ett sådant land blir det ojämförligt mycket viktigare att den stora massan av folket får billiga livsmedel, än att ett ringa fåtal jordbrukare skyddas.
I Sverige däremot var industrin jämförelsevis obetydlig och led brist på kapital. Därför kunde den lätt konkurreras ihjäl av den utländska. Och från jordbrukarnas sida, vilka i Sverige utgjorde befolkningens flertal, blev det en svår klagan när på 1880-talet massor av råg och vete infördes till låga priser från Ryssland, Tyskland, Danmark och USA. Många bönder ruinerades. Man fick se tusentals män och kvinnor sälja sina gårdar och utvandra till Amerika för att söka sig uppehälle.
Allt ivrigare yrkades nu på försvarsåtgärder i form av tullar, och ropet växte i styrka, när man såg andra stater överge frihandelspolitiken och återgå till tullskydd.
Våren 1887 fann den frihandelsvänlige statsministern Robert Themptander att det var majoritet för protektionisterna. Han övertalade då kung Oscar II att utlysa nyval. 
Valdebatten blev ovanligt het. Vid den här tiden var det förhållandevis få som hade rösträtt, och förutom tidningsartiklar och besök på olika orter för att träffa väljarna hade kandidaterna få möjligheter att nå ut med sina åsikter.
Frihandelsvännerna, med bland annat göteborgaren S A Hedlund, som var redaktör på Handelstidningen och en framträdande debattör, påpekade att de öppna gränserna inneburit att de fattiga fått bättre villkor genom billigare mat och andra nödvändiga varor.
Tullvännerna hävdade att billiga livsmedel från USA och Ryssland hotade arbeten inom det svenska jordbruket. Bland annat för att stärka den protektionistiska sidan i pressen grundades Svenska Dagbladet.
Valdeltagandet ökade kraftigt till följd av den intensiva valrörelsen. Frihandelsvännerna vann en storseger över protektionisterna, med 136 frihandelsvänner mot 85 protektionister.
Men på hösten 1887 var det dags för val igen, eftersom det ordinarie andrakammarvalet inföll då. Återigen vann frihandelsvännerna, men med en minskad majoritet bestående av 125 frihandelsvänner mot 97 protektionister.
På Stockholmsbänken i andra kammaren satt den frihandelsvänlige "Ångköks-Olle" Larsson. Det visade sig att han vid valet haft en obetald skatteskuld om 11 kronor och 58 öre. Den som hade skatteskulder var inte valbar, och därför underkändes inte bara valet av "Ångköks-Olle" utan hela den frihandelsvänliga listan han stått på. Tillämpningen av bestämmelsen bekräftades i en dom i Högsta domstolen. Plötsligt fick protektionisterna 22 mandat i Stockholm. Majoritet för tullvännerna alltså.
Detta firades med en bankett på restaurang Hasselbacken på Djurgården i Stockholm. Menyn kostade exakt 11 kronor och 58 öre per deltagare.

## Efterspel – rösträttsreformer
Tullstriden ledde fram till ökade krav på rösträttsreformer. Fler och fler ville sänka de krav på inkomst som ställdes för att män skulle få rösträtt. Så småningom startades Sveriges Allmänna Rösträttsförbund.

### Fotnoter
1. 1 2 3 4  Grimberg, Carl. ”263 (Svenska folkets underbara öden / IX. Den sociala och kulturella utvecklingen från Oskar I:s tid till våra dagar samt De politiska förhållandena under Karl XV:s, Oscar II:s och Gustaf V:s regering 1859-1923)”. runeberg.org. https://runeberg.org/sfubon/9/0265.html. Läst 10 juni 2023.
2. ↑  Grimberg, Carl. ”262 (Svenska folkets underbara öden / IX. Den sociala och kulturella utvecklingen från Oskar I:s tid till våra dagar samt De politiska förhållandena under Karl XV:s, Oscar II:s och Gustaf V:s regering 1859-1923)”. runeberg.org. https://runeberg.org/sfubon/9/0264.html. Läst 10 juni 2023.
3. 1 2 3  Grimberg, Carl. ”264 (Svenska folkets underbara öden / IX. Den sociala och kulturella utvecklingen från Oskar I:s tid till våra dagar samt De politiska förhållandena under Karl XV:s, Oscar II:s och Gustaf V:s regering 1859-1923)”. runeberg.org. https://runeberg.org/sfubon/9/0266.html. Läst 10 juni 2023.
4. 1 2  Leif Lewin (1989). ”2. Tullarna”. Ideologi och strategi - svensk politik under 100 år (3:e uppl). Stockholm: Norstedts. sid. 61. ISBN 91-1-897501-1